# Hoya blashernaezii
Hoya blashernaezii ist eine Pflanzenart der Gattung der Wachsblumen (Hoya) aus der Unterfamilie der Seidenpflanzengewächse (Asclepiadoideae) in der Familie der Hundsgiftgewächse (Apocynaceae).

## Merkmale
Hoya blashernaezii ist eine epiphytische ausdauernde Pflanze mit windenden, fadenförmigen Trieben. Die Triebe sind im Querschnitt rund und messen ca. 1 mm im Durchmesser. Sie sind dicht besetzt mit Lentizellen, und die Oberfläche wird mit der Zeit unansehnlich und rindenähnlich. Die Farbe ändert sich von graugrün bei frischen Trieben zu rostigbraun. An der Unterseite der Triebe, die Ästen aufliegen, bilden sich Haftwurzeln aus. Die Blätter sind lang gestielt, die Blattstiele gekrümmt. Die Krümmung des Blattstiels nimmt etwa 0,7 bis 1,2 cm lang, der gerade Anteil 2,0 bis 2,5 cm. Die Blattspreiten sind elliptisch-lanzettlich, bis 20 cm lang und bis 5 cm breit. Der Apex ist spitz, die Basis ist keilförmig bis fast gerundet. Die Oberseite ist dunkelgrün und glänzend, die Unterseite matt und heller grün. Die Blattnervatur ist deutlich sichtbar und besteht aus drei bis fünf helleren Blattadern. Die vegetativen Teile sondern bei Verletzung einen weißen Milchsaft ab.
Der doldenförmige Blütenstand hängt nach unten und enthält 10 bis 35 Blüten. Der kahle, im Querschnitt runde Blütenstandsstiel ist 12 cm lang und hat einen Durchmesser von 1,5 mm. Die hellgelben Blütenstiele sind 2 bis 2,5 cm lang und fadenförmig. Sie sind im Querschnitt rund, die Oberfläche kahl. Die Kelchblätter sind länglich-dreieckig, ca. 1,5 mm lang und an der Basis 1 mm breit. Die Blütenkrone ist glockenförmig, innen flaumig behaart, außen kahl, Die Blütenkrone ist zunächst weiß, und wechselt mit zunehmenden Dauer dann zu gelb. Die Blüte ist um den Kelch etwas verdickt. Die Kronblattzipfel sind breit-dreieckig und zugespitzt. Sie sind etwa 4 mm lang und 4,2 mm breit. Die Kronblätter sind in den unteren 3/5 verwachsen. Der Durchmesser der Blütenkrone beträgt, wenn ausgebreitet, 1,6 cm. Die Nebenkrone ist kurz gestielt (0,5 mm) und hat an der Basis einen Durchmesser von 1,3 mm. Die Nebenkronenzipfel steigen auf. Der äußere Fortsatz ist zugespitzt und auf der Oberseite gekielt. Der innere Fortsatz ist kurz und gezähnt und überragt die Staubbeutel. Das Pollinarium ist kurz und plump. Die Pollinien sind 410 µm lang und 210 µm breit. Das obere Ende ist nach innen abgeschrägt, das untere Ende gerundet. Der äußere Rand ist durchsichtig. Die Caudiculae sind sehr kurz 110 µm. Das Corpuscum ist ca. 180 µm lang und mittig eingeschnürt. Der Kopf ist 140 µm breit, die Taille 70 µm und die Hüfte 90 µm breit. Die Caudiculae setzen etwa mittig am Corpusculum an. Die Blüten sind nur einen Tag offen, bevor sie vergehen. Nach Merdon-Bennack sollen sie dagegen eine Woche halten.

## Ähnliche Art
Die Art soll Hoya bordenii Schltr. sehr ähnlich sein, unterscheidet sich aber durch die glockenförmige Blütenkrone. In Hoya palawanica Kloppenb. sind die äußeren Fortsätze der Nebenkronenzipfel flach oder biegen sich leicht nach unten.
Die Blüten bleiben nur einen Tag offen, bevor sie vergehen. In dieser Hinsicht ähnelt Hoya blashernaezii der Hoya camphorifolia Warb. Das plumpe Pollinarium erinnert an das Pollinarium von Hoya cagayanensis Burton.

## Geographische Verbreitung und Habitat
Das Verbreitungsgebiet der Art ist auf die Insel Catanduanes (Philippinen) beschränkt.

## Taxonomie
Das Taxon Hoya blashernaezii wurde 1999 von Robert Dale Kloppenburg beschrieben. Der Holotypus wird im Herbarium des Bishop Museum in Honolulu, Hawaii unter der Nummer # 97093 aufbewahrt. Die Art ist nach Blas Hernanez, einem philippinischer Pflanzensammler benannt, der die neue Art fand. Die Art ist von Plants of the World online als gültiges Taxon akzeptiert und wird derzeit in folgende Unterarten untergliedert:
- Hoya blashernaezii subsp. aurantiaca Kloppenb. & G.Mend. (2017)[4]
- Hoya blashernaezii subsp. siariae (Kloppenb.) Kloppenb. (2014)[5][6][7]
- Hoya blashernaezii subsp. truncata Kloppenb. & G.Mend. (2017)[8]
- Hoya blashernaezii subsp. valmayoriana (Kloppenb., Guevarra & Carandang) Kloppenb., Guevarra & Carandang (2014)[9][10]

## Trivia
Die philippinische Post gab 2011 eine Briefmarke heraus, auf der Hoya siariae abgebildet ist, heute nur noch eine Unterart von Hoya blashernaezii.